# Star-system
Star-system (expresión inglesa traducible por sistema de estrellato o sistema de las estrellas) era el sistema de contratación de actores en exclusividad y a largo plazo utilizado por los estudios de Hollywood en la denominada «época dorada de Hollywood» para asegurarse el éxito de sus películas.

## Historia
Durante los años de la Primera Guerra Mundial, la producción cinematográfica estadounidense alcanza su pleno desarrollo, convirtiéndose en una de las industrias más prósperas del país; por ello, cuando el conflicto alcanza su fin, en 1918, Estados Unidos se encuentra a la cabeza del mercado cinematográfico mundial. En esta situación, los presupuestos de las películas aumentan de manera considerable, y con el fin de minimizar los riesgos, se generaliza la aplicación de los modelos organizativos desarrollados por Adolph Zukor. La guerra de patentes causó la emigración de todos los productores a Hollywood, donde crearon el sistema de estudios. Los productores estaban interesados en producir a gran medida y en establecer un patrón en todas sus producciones, al cual llamaron "Modelo de Representación Institucional". Sin embargo, el éxito de una producción dependía de la popularidad de los actores y actrices que participan en ella, y uno de los trabajos más importantes era su promoción y así es que aparece una nueva industria: el "Star-system". En 1970, Edgar Morin aseguró refiriéndose a este sistema: "La estrella es el producto de una dialéctica de la personalidad: un actor impone su personalidad a sus héroes y sus héroes imponen su personalidad al actor y viceversa. De esta sobreimpresión nace un ser mixto: la estrella”.

## Hollywood y elstar-system
Las estrellas de cine fueron creadas por los propios estudios como una mezcla entre actor y personaje, mitificados como dioses por el público. Estos personajes constituyeron en gran medida los cimientos del imaginario colectivo de la época; tratado por Edgar Morin: «los actores célebres hacen espectáculos célebres». A fin de difundir una imagen idealizada de las estrellas y de explotar al máximo su rentabilidad, los productores crearon una importante campaña publicitaria a través de revistas, clubes de fanes, etc. Los estudios definían la imagen y el atuendo de cada actor, llegando a condicionar su vida privada. Imponían contratos con duras condiciones, que forzaban a los actores a aceptar los papeles elegidos para ellos e impedían su colaboración con otros estudios. El star-system duró hasta los años 1950, aunque hoy en día sus secuelas aún persisten. 
En 1922, las principales empresas se agruparon en torno a la Motion Picture Association, organismo encargado de establecer una normativa que articulaba el funcionamiento interno de las empresas y sus relaciones. Pero el presidente de esta asociación, el exministro republicano Will Hays, fue más allá en el desarrollo de sus funciones y redactó un célebre código moral, el Código Hays, al que se vio sometida la industria de Hollywood a partir de 1930.
El uso del término Star-system derivó luego a situaciones que van más allá de la industria estadounidense, para referirse a la estrategia de usar actores conocidos en ámbitos como la televisión o artistas famosos en el ámbito musical para tratar de asegurar el éxito de una película u obra.

## Actores y actrices delstar-system
- Gloria Swanson
- Douglas Fairbanks
- Mary Pickford
- Louise Brooks
- Claudette Colbert
- Greta Garbo
- John Gilbert
- Barbara La Marr
- Clara Bow